# Tricorythodes fictus
Tricorythodes fictus är en dagsländeart som beskrevs av Jay R. Traver 1935. Tricorythodes fictus ingår i släktet Tricorythodes och familjen Leptohyphidae. Inga underarter finns listade i Catalogue of Life.